# فنامیدون
فنامیدون (به انگلیسی: Fenamidone) یک ترکیب شیمیایی با شناسه پاب‌کم ۱۰۴۰۳۱۹۹ است. 